# Libro complido en los judizios de las estrellas

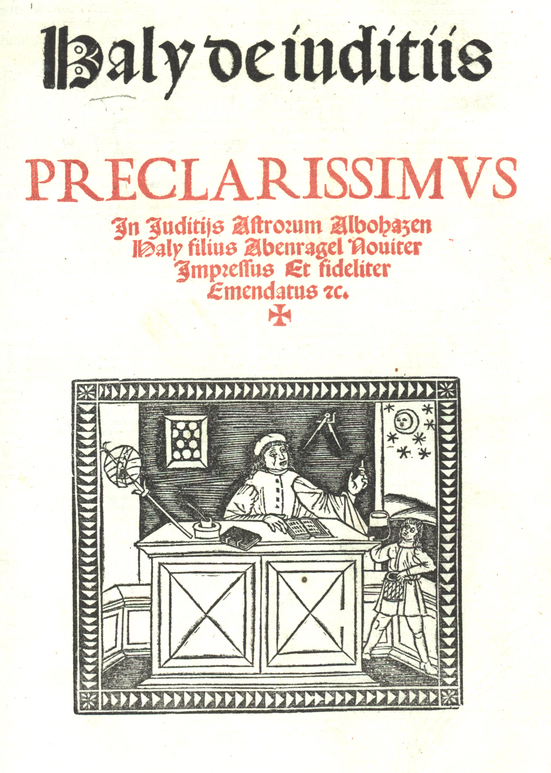
Libro complido en los judizios de las estrellas, 1523

El Libro conplido en los iudizios de las estrellas es una traducción del tratado de Abenragel hecha por Yehuda ben Moshe. Es un tratado de astrología que incluye temas  como el Zodiaco y la influencia de los planetas en la vida de las personas.
Es una obra bastante avanzada para su tiempo, pues recurre a los exempla y es pionera en el uso de aforismos.
De acuerdo a algunas figuras astronómicas, la traducción, impulsada por el rey Alfonso X el Sabio, se inició la mañana del 12 de marzo de 1254. No se conoce con certeza si Yehuda ben Moshe tuvo colaboradores, aunque se infiere que sí. Solo uno de ellos es mencionado como enmendador.
Como se señala en el prólogo, la obra comprende ocho libros:

E en el primero libro e en el .IIº e en el tercero fabla en las cuestiones e en las cosas que á omne menester en ellas. E en el cuarto e en el quinto libro fabla en las nacencias. E en el sexto libro fabla en las revoluciones de las nacencias. E en el séptimo libro fabla de las electiones. E en el ochavo libro fabla de las revoluciones de los años del mundo. E aquí.s´acaba el Libro conplido en los judizios de las estrellas.
Apud Gómez Redondo, op. cit, pág. 392.